# John Herrington
John Bennett Herrington (Wetumka, Oklahoma, 1958. szeptember 14. –) amerikai űrhajós. Az első igazi amerikai őslakos, aki az űrben járt.
Herrington az oklahomai Wetumkában született, a coloradói Colorado Springsben, a wyomingi Rivertonban és a texasi Planóban nevelkedett. A Coloradói Egyetemen szerzett diplomát alkalmazott matematikából. 1984-ben az amerikai haditengerészethez vonult be, a Csendes-óceánon szolgált, mielőtt tesztpilóta lett. A NASA 1996-ban választotta ki űrhajósnak és 2002-ben repült először az űrben az STS–113 küldetés során, az Endeavour űrrepülőgép fedélzetén.
Indián örökségéhez méltóan űrbéli útjára magával vitte törzse, a csikaszó nép zászlaját. Az űrben 13 napot és 18 órát töltött.